# Heinrich Carl Küster
Pour les articles homonymes, voir Küster.
Heinrich-Carl Küster, né le 14 février 1807 et mort en avril 1876, était un malacologiste et entomologiste bavarois.

## Biographie sommaire
Vers 1836, il est enseignant dans une école de commerce d’Erlangen. Il mène des expéditions scientifiques en Sardaigne (1831), en Dalmatie et au Monténégro (1840–41).
Il a entrepris la rédaction d'une somme en plusieurs volumes sur « Les punaises d'Europe dépeintes au naturel » (Die Käfer Europas, nach der Natur beschrieben, 1844-1912) qui sera poursuivie par Ernst Gustav Kraatz et Friedrich Julius Schilsky. Il a exécuté les planches illustrant l’essai ornithologique de Carl Wilhelm Hahn, « Les oiseaux d'Asie d'Afrique, d'Amérique et de Nouvelle-Hollande en images, décrits au naturel » (Voegel, aus Asien, Africa, America, und Neuholland, in Abbildungen nach der Natur mit Beschreibungen).

## Œuvres
- Die Ohrschnecken in Abbildungen nach der Natur mit Beschreibungen, Bauer & Raspe, Nuremberg (1844) – Illustrations et description des mollusques du genre haliotis.
- Die Bulimiden und Achatinen in Abbildungen nach der Natur mit Beschreibungen, Bauer & Raspe, Nuremberg (1845 – Illustrations et description des mollusques du genre Bulimidae et Achatinidae.
- Die Gattungen Umbrella und Tylodina, Bauer & Raspe, Nuremberg (1862 – Les genres Umbrella et Tylodina.
- (de) H. C. Küster. Gattungen Paludina, Hydrocaena und Valvata. Cabinet de systematique des Conchyles von Martini & Chemnitz: 1-56. Bauer und Raspe, Nuremberg (1852).